# Bruttowertschöpfung

Gesamte BWS in jeweiligen Preisen im Zeitraum 1970–2007 in US-Dollar

Die Bruttowertschöpfung (kurz BWS; englisch gross value added, GVA) ist ein volkswirtschaftliches Aggregat, das von besonderer Relevanz in der Entstehungsrechnung der Volkswirtschaftlichen Gesamtrechnung ist. Grundsätzlich ergibt sie sich aus dem Mehrwert der im Produktionsprozess erzeugten Güter (Waren und Dienstleistungen), d. h. aus der Differenz des Wertes der produzierten Güter (Bruttoproduktionswert oder einfach Produktionswert) und des Wertes der erworbenen Vorleistungen. Allerdings gibt es im Konkreten unterschiedliche Definitionen, die auch zu unterschiedlichen Ergebnissen führen.

## Der Begriff der Bruttowertschöpfung
Der Begriff der Wertschöpfung wird sowohl in der Betriebs- als auch in der Volkswirtschaftslehre benutzt und hat einen recht umfangreichen Begriffsumfang, der ähnlich zu dem des Mehrwerts ist.
Der Begriff der Bruttowertschöpfung ist wesentlich spezifischer: Er bezeichnet umfassende Aggregate der volkswirtschaftlichen Gesamtrechnung, die grundsätzlich den Wert aller in einer bestimmten Region oder in einem bestimmten Sektor oder Branche produzierten Güter und Dienstleistungen ohne Vorleistungen erfassen. Es gibt allerdings unterschiedliche Definitionen des Begriffs, die nicht nur unterschiedliche Sichtweisen auf dasselbe Aggregat darstellen oder unterschiedliche Berechnungsmethoden derselben Aggregats ausdrücken, sondern zu unterschiedlichen Aggregaten führen.
Für die genaue Verwendung in offiziellen Statistiken sind die „System of National Accounts“ der Vereinten Nationen in der Ausgabe von 2008 (SNA 2008), das Europäische System Volkswirtschaftlicher Gesamtrechnungen in der Ausgabe von 2010 (ESVG 2010) und die Angaben des Statistischen Bundesamtes relevant. Während nach dem Statistischen Bundesamt und nach der ESVG 2010 der Begriff der Bruttowertschöpfung nur eine Bedeutung hat, gibt es im SNA 2008 drei Varianten.

### Verwendung durch die Bundesrepublik Deutschland und die Europäische Union
Das Statistische Bundesamt definiert die Bruttowertschöpfung so:
Die Bruttowertschöpfung wird durch Abzug der Vorleistungen von den Produktionswerten errechnet; sie umfasst also nur den im Produktionsprozess geschaffenen Mehrwert. Die Bruttowertschöpfung ist bewertet zu Herstellungspreisen, das heißt ohne die auf die Güter zu zahlenden Steuern (Gütersteuern), aber einschließlich der empfangenen Gütersubventionen.
Diese Definition entspricht derjenigen im ESVG 2010 von Eurostat.
Hierbei sind Vorleistungen zu unterscheiden von Investitionen, welche dadurch gekennzeichnet sind, dass sie über mehrere der betrachteten Perioden hinweg im Produktionsprozess eingesetzt und allmählich abgeschrieben werden. Dies kommt durch den englischen Terminus intermediate consumption und vergleichbaren Termini in anderen Sprachen wie auch durch den deutschen Terminus intermediärer Verbrauch zum Ausdruck. Da Investitionen in den Vorleistungen nicht enthalten sind, sind sie in der Bruttowertschöpfung enthalten.

### Unterschiedliche Bedeutungen
Die soeben gegebene Definition der Bruttowertschöpfung entspricht der Bruttowertschöpfung zu Herstellungspreisen; der entsprechende englische Terminus ist gross value added at basic prices. Daneben ist noch der Begriff der Bruttowertschöpfung zu Faktorkosten, englisch gross value added at factor cost üblich, der aber im ESVG 2010 nicht verwendet wird.
Im SNA 2008 wird darüber hinaus noch gross value added at production price definiert, ein Begriff der sich schwer ins Deutsche übersetzen lässt, da Herstellungspreis bereits mit basic price belegt ist.

## Beziehungen verschiedener Aggregate

### Vom Produktionswert zur Bruttowertschöpfung zu Herstellungspreisen
Die Aggregation der Produktionswerte verschiedener Unternehmen heißt wieder Produktionswert. Hiermit ergibt sich die Bruttowertschöpfung zu Herstellungspreisen wie folgt:
|   | Produktionswert                               |
| - | Wert der Vorleistungen zu Anschaffungspreisen |
| = | Bruttowertschöpfung zu Herstellungspreisen    |

### Von der Bruttowertschöpfung zu Herstellungspreisen zum Bruttoinlandsprodukt
Dem Konzept des Bruttoinlandsprodukts liegt die Idee der Bewertung zu Marktpreisen der in einem Wirtschaftsgebiet produzierten Güter zugrunde. Für ein Wirtschaftsgebiet ergibt sich das Bruttoinlandsprodukt aus der Bruttowertschöpfung zu Herstellungspreisen wie folgt:
|   | Bruttowertschöpfung zu Herstellungspreisen |
| + | Gütersteuern                               |
| - | Gütersubventionen                          |
| = | Bruttoinlandsprodukt                       |

Betrachtete Wirtschaftsgebiete müssen hierbei keine Länder sein. So werden beispielsweise auch Bruttoinlandsprodukte europäischer NUTS-2 Regionen ausgewiesen.

### Von Herstellungspreisen zu Faktorkosten
Die Bruttowertschöpfung zu Faktorkosten ist wie folgt gegeben:
|   | Bruttowertschöpfung zu Herstellungspreisen |
| - | sonstige Produktionsabgaben                |
| + | sonstige Subventionen                      |
| = | Bruttowertschöpfung zu Faktorkosten        |

Zu den sonstigen Produktionsabgaben zählt in Deutschland insbesondere die Grundsteuer.

### Der dritte Begriff: gross value added at production price
Die Bruttowertschöpfung entsprechend dem im SNA 2008 definierten Begriff des gross value added at production price erhält man, indem man von der Bruttowertschöpfung zu Herstellungspreisen die Gütersteuern ohne Mehrwertsteuer und Importsteuern subtrahiert und die Gütersubventionen addiert. Somit erhält man hieraus das Bruttoinlandsprodukt durch Addition der Mehrwertsteuer und der Importsteuern. Laut SNA 2008 wurde dieses Maß vormals auch als gross value added at marked prices bezeichnet. Diese Bezeichnung spiegelt die in den USA übliche Preisauszeichnung wider, die sich stets, auch im Einzelhandel, auf Nettopreise bezieht. Nach der in der Europäischen Union üblichen Preisauszeichnung, bei der für Konsumenten Bruttopreise angegeben werden, fehlt dann gerade die Mehrwertsteuer in dem Maß. Genau aus diesem Grund wird auch im SNA 2008 von der Verwendung des Begriffs gross value added at marked prices für das gross value added at production prices abgeraten. Eher könnte man das Bruttoinlandsprodukt als Bruttowertschöpfung zu Marktpreisen bezeichnen, was aber auch nicht getan wird. Um den Bezug vom Bruttoinlandsprodukt zu Marktpreisen zu betonen, wird allerdings gelegentlich vom Bruttoinlandsprodukt zu Marktpreisen gesprochen, beispielsweise im ESVG 2010, was jedoch redundant ist.

### Von der Brutto- zur Nettowertschöpfung
Wenn man von der Bruttowertschöpfung nach einer der drei Definitionen die Abschreibungen subtrahiert, ergibt sich die entsprechende Nettowertschöpfung, beispielsweise:
|   | Bruttowertschöpfung zu Faktorkosten |
| - | Abschreibungen                      |
| = | Nettowertschöpfung zu Faktorkosten  |

Dies ist analog zur Berechnung des Nettoinlandsprodukts (zu Marktpreisen) aus dem Bruttoinlandsprodukt durch Subtraktion der Abschreibungen.

### Von der Nettowertschöpfung zu Faktorkosten zum Nettoinländereinkommen
Die Nettowertschöpfung zu Faktorkosten eines Wirtschaftsbereichs ist gleich der Summe aus Einkommen aus Arbeitnehmerentgelten (Bruttolöhnen und -gehältern sowie Arbeitgeberbeiträgen zur Sozialversicherung), selbständiger Tätigkeit und Unternehmensüberschüssen des jeweiligen Wirtschaftsbereichs. Für ein Wirtschaftsbiet wird dies auch als Nettoinlandsprodukt zu Faktorkosten bezeichnet. Dieses setzt sich also aus  Einkommen aus Arbeitnehmerentgelten, selbständiger Tätigkeit und Unternehmensüberschüssen nach dem Inlandsprinzip zusammen.
Dieses Aggregat ist eng verwandt mit dem Nettonationaleinkommen zu Faktorkosten, das in Deutschland auch Volkseinkommen genannt wird. Es gibt jedoch den Unterschied, dass beim Nettoinlandsprodukt zu Faktorkosten das Inlandsprinzip zugrunde gelegt wird, beim Nettonationaleinkommen jedoch das Inländerprinzip. Das Nettonationaleinkommen zu Faktorkosten setzt sich somit zusammen aus Arbeitsentgelten von gebietsansässiger Haushalte und Unternehmens- und Vermögenseinkommen gebietsansässiger wirtschaftlicher Einheiten. Wirtschaftliche Einheiten werden hier auch einfach Einheiten genannt und gebietsansässige Einheiten werden auch Gebietsansässige oder Inländer genannt, nicht gebietsansässige Einheiten auch gebietsfremde Einheiten, Gebietsfremde oder Ausländer.
Aus der Nettoinlandsprodukt zu Faktorkosten erhält man das Nettonationaleinkommen zu Faktorkosten, indem man die von gebietsansässigen Einheiten in der übrigen Welt erwirtschafteten Primäreinkommen addiert und die von gebietsfremden Einheiten im betrachteten Wirtschaftsgebiet erwirtschafteten Primäreinkommen subtrahiert.
|   | Nettowertschöpfung zu Faktorkosten = Nettoinlandsprodukt zu Faktorkosten                    |
| + | Primäreinkommen erwirtschaftet von gebietsansässigen Einheiten in der übrigen Welt          |
| - | Primäreinkommen erwirtschaftet von gebietsfremden Einheiten im betrachteten Wirtschaftsbiet |
| = | Nettonationaleinkommen zu Faktorkosten (Volkseinkommen)                                     |

## Ermittlung der Bruttowertschöpfung
Statistisch wird die Bruttowertschöpfung weitgehend über die Herstellungspreise ermittelt. Im ESVG 2010 heißt es dazu:
Der Herstellungspreis ist der Betrag, den der Produzent je Einheit der von ihm produzierten Waren und Dienstleistungen vom Käufer erhält ohne die auf die produzierten oder verkauften Güter zu zahlenden Steuern (also ohne Gütersteuern), zuzüglich aller empfangenen Subventionen, die auf die produzierte oder verkauften Güter gewährt werden (also einschließlich Gütersubventionen).
Die abzuziehenden Vorleistungen sind alle von den anderen Wirtschaftssubjekten bezogenen und im Produktionsprozess umgewandelten bzw. verarbeiteten Güter und Dienstleistungen, die für die eigene Leistungserbringung notwendig sind. Einige Beispiele für die Vorleistungen sind sowohl Roh-, Hilfs- und Betriebsstoffe, Zwischen- und Halbfertigprodukten, als auch Reparaturaufwand anderer Unternehmen, Zinsen für Bankkrediten, Provisionen, Mieten und Pachten. Im Rahmen der VGR sind Vorleistungen zu Anschaffungspreisen zu bewerten.
Durch die Berechnung der Bruttowertschöpfung über Herstellungspreise entfällt die Notwendigkeit der Bestimmung der Faktorkosten. Diese Standard-Methode wird auf Unternehmensebene und für die Berechnung der Aggregate auf Branchenebene und darüber hinaus eingesetzt.
Bei Nicht-Marktproduzenten (Staat, Non-Profit-Organisationen) wird abweichend hiervon die Bruttowertschöpfung über die Kosten ermittelt.
Für die Bestimmung der Bruttowertschöpfung von Finanzvermittlern (Kreditinstituten und Versicherungsunternehmen) wird auch eine sogenannte unterstellte Bankgebühr (Financial Intermediation Service Charge Indirectly Measured, FISIM) berücksichtigt, die die Dienstleistung der Institute erfassen soll und zur Bruttowertschöpfung der Institute addiert wird. Diese Gebühr wird als „Dienstleistungsentgelt“ der Kunden der Finanzvermittler gegenüber diesen gebucht. Hiermit ergibt sich für eine Aggregation über eine gesamte Volkswirtschaft: Wenn eine gebietsansässige Bank einem gebietsansässigen Unternehmen Geld leiht, so hat die Einführung der unterstellten Bankgebühr keine Auswirkung auf die so ermittelte Bruttowertschöpfung der Volkswirtschaft.
Für die Ermittlung der Wertschöpfung der Unternehmen führt das Statistische Bundesamt eine sogenannte Kostenstrukturerhebung durch. Das Konto in der Volkswirtschaftlichen Gesamtrechnung, auf dem die Buchungen vorgenommen werden, heißt Produktionskonto, englisch production account. In der Systematik der ESVG handelt es sich um ein Transaktionskonto, englisch current account. Je nachdem, ob auch Abschreibungen gebucht werden, ist das Saldo dieses Kontos die Brutto- oder die Nettowertschöpfung.

## Beispiel

Wertschöpfungskette am Beispiel Orangensaftherstellung

Die Berechnung der Bruttowertschöpfung verdeutlicht das folgende Beispiel.
Die Herstellung und Verkauf des Orangensafts erfolgt auf drei Stufen:
1. Der Landwirt produziert und verkauft Orangen an die Getränkefabrik.
2. In der Getränkefabrik werden die Orangen zu Orangensaft weiterverarbeitet und an den Supermarkt verkauft.
3. Der Supermarkt verkauft den Orangensaft an die Endverbraucher.

Die Produktion eines Unternehmens entspricht den Vorleistungen des in der Kette folgenden Unternehmens. Die vom Landwirt gelieferten Orangen werden für die Getränkefabrik als Vorleistungen gezählt, da sie als Rohstoff für die Herstellung des Orangensaftes dienen. Die Produktion der Getränkefabrik ist wiederum die Vorleistung für den Verkauf im Supermarkt.
| Akteur                      | Bruttoproduktionswert | − Wert der Vorleistungen | Saldo       |
| --------------------------- | --------------------- | ------------------------ | ----------- |
| Landwirt                    | 60.000 €              | − 0 €                    | = 60.000 €  |
| Getränkefabrik              | 100.000 €             | − 60.000 €               | = 40.000 €  |
| Supermarkt                  | 170.000 €             | − 100.000 €              | = 70.000 €  |
| Gesamte Bruttowertschöpfung |                       |                          | = 170.000 € |

Die Bruttowertschöpfung beträgt 170.000 € und entspricht in diesem Beispiel dem Umsatz der letzten Stufe.

## Die Bruttowertschöpfung in der volkswirtschaftlichen Gesamtrechnung
Die Bruttowertschöpfung ist das Standardmaß für die Leistung eines Wirtschaftssektors oder einer Region innerhalb eines Landes für einen bestimmten Zeitraum. Die Bruttowertschöpfungs- sowie die Nettowertschöpfungsdaten bilden eine wesentliche Grundlage für die Bestimmung des Produktivitätsniveaus und der Produktivitätsdynamik eines Wirtschaftsbereiches.
Als Maß für die Leistung von Ländern als Ganzes verwendet man hingegen üblicherweise das Bruttoinlandsprodukt.
Bei der Entstehungsrechnung oder dem Produktionsansatz zur Ermittlung des Bruttoinlandsprodukts wird zuerst die Bruttowertschöpfung zu Herstellungskosten erhoben. Hiermit wird dann durch Addition der indirekten Steuern und Subtraktion der Gütersubventionen das Bruttoinlandsprodukt ermittelt.
Die Bruttowertschöpfung pro Kopf einer Region ist der Quotient der Bruttowertschöpfung und der Einwohnerzahl der Region. Die Bruttowertschöpfung pro Kopf ist eine der Möglichkeiten, die Produktivität verschiedener Regionen zu vergleichen. Allerdings werden in diesem Vergleich die unterschiedlichen Besonderheiten der regionalen Arbeitsmärkte, wie die Erwerbsquote, der Anteil der Ein- oder Auspendler oder die Teilzeitarbeiten nicht berücksichtigt.

BWS je Erwerbstätigen in Deutschland in der Land- und Forstwirtschaft sowie Fischerei und Fischzucht in jeweiligen Preisen 1970–2008 in Euro

Die preisbereinigte Bruttowertschöpfung pro Erwerbstätigem oder die preisbereinigte Bruttowertschöpfung pro geleistete Arbeitsstunde (siehe Arbeitsvolumen) sind übliche Maße für Arbeitsproduktivität einer Branche oder eines Sektors in einer Region. Für Vergleiche von Ländern wird hingegen üblicherweise das preisbereinigte Bruttoinlandsprodukt pro Erwerbstätigem oder pro Arbeitsstunde betrachtet.

## Bruttowertschöpfung der Welt
Als Beispiel wird nun die weltweite Bruttowertschöpfung für das Jahr 2007 dargestellt.

BWS in jeweiligen Preisen in ausgewählten Ländern im Jahr 2007 in US-Dollar

Die Bruttowertschöpfung in jeweiligen Preisen weltweit betrug im Jahr 2007 knapp 51.784 Mrd. US-Dollar. Das war eine Steigung um etwa 11,75 % im Vergleich zum Vorjahr. Die sechs leistungsmäßig größten Volkswirtschaften – USA mit 13.799 Mrd., Japan mit 4.535 Mrd., die Volksrepublik China mit 3.242 Mrd., Deutschland 2.973 Mrd., UK mit 2.563 Mrd. und Frankreich mit 2.280 Mrd. US-Dollar – erreichten zusammen 29.391 Mrd. US-Dollar. Dies entsprach einem Anteil an der Welt-Bruttowertschöpfung von 56,8 %, wobei die USA etwa 26,6 % erreichen.

BWS der Welt in jeweiligen Preisen nach Wirtschaftssektoren im Zeitraum 1970–2007 in US-Dollar

Die Bruttowertschöpfung der Welt im Bereich der Land- und Forstwirtschaft, der Fischerei in jeweiligen Preisen lag im Jahr 2007 bei 2.030 Mrd. US-Dollar. Dies entsprach 3,92 % Anteil an der Welt-Bruttowertschöpfung. Den größten Beitrag leisteten Staaten wie China mit 380 Mrd. US-Dollar, Indien mit 189 Mrd. US-Dollar, Vereinigten Staaten mit 146 Mrd. US-Dollar, Brasilien mit 72 Mrd. US-Dollar und Japan mit 67 Mrd. US-Dollar.

BWS Deutschlands nach Wirtschaftssektoren in jeweiligen Preisen 1970–2007 in US-Dollar

BWS in Japan nach Wirtschaftssektoren in jeweiligen Preisen 1970–2007 in US-Dollar

BWS in USA nach Wirtschaftssektoren in jeweiligen Preisen 1970–2007 in US-Dollar

Die industrielle Bruttowertschöpfung der Welt in jeweiligen Preisen betrug im Jahr 2007 fast 9.224 Mrd. US-Dollar, was etwa 17,8 % der gesamten Welt-Bruttowertschöpfung entspricht.
Die Staaten mit höchster industrieller Bruttowertschöpfung waren die USA mit 1.831. Mrd. US-Dollar, China mit 1.106 Mrd. US-Dollar, Japan mit 926 Mrd. US-Dollar in jeweiligen Preisen- was allein schon 41,8 % der industriellen Welt-Bruttowertschöpfung ausmachte.
Auch im Bergbau im Jahr 2007 standen die USA, China, Japan, Deutschland und UK an der Spitze mit entsprechend 2.357 Mrd., 1.411 Mrd., 1.036 Mrd., 747 Mrd. und 444 Mrd. US-Dollar (in jeweiligen Preisen). Die Bruttowertschöpfung der Welt betrug 12.316 Mrd. US-Dollar in diesem Bereich.
Im Baugewerbe lag USA mit 22,9 % von der Welt-Bruttowertschöpfung im Bereich der Bauwirtschaft bei 661 Mrd. US-Dollar.

Die Finanz-, Versicherungs-, Sozial- und andere Dienstleistungsaktivitäten der Welt in jeweiligen Preisen betrugen im Jahr 2007 fast 45,4 % von der Welt-Bruttowertschöpfung, was 23.510 Mrd. US-Dollar entspricht. Davon fielen 7.725 Mrd. US-Dollar auf die USA.

BWS je Erwerbstätigen in Deutschland in der Land- und Forstwirtschaft sowie Fischerei und Fischzucht in jeweiligen Preisen 1970–2008 in Euro

## Kritikpunkte
Die gegebenen Definitionen der Bruttowertschöpfung werden im Sinne des Ziels, den Mehrwert der gesamten Produktion in einem Aggregat zu fassen, kritisiert. Hierbei werden die unter anderem folgenden Kritikpunkte vorgebracht:
- Der Begriff (Brutto-)Wertschöpfung legt nahe, dass das ermittelte Aggregat einen Wert der produzierten Güter misst. Im Gegensatz zum Preis ist der Begriff des Wertes aber viel schwieriger zu fassen, und der Zusammenhang zwischen dem Preis (Tauschwert) und dem Wert nach anderen Vorstellungen wurde schon von Aristoteles kritisch diskutiert. Diese Diskussion wird im Artikel Wert (Wirtschaft) wiedergegeben.

- In der vorgeschlagenen Regelung der Berechnung werden die sogenannten „Umbewertungsgewinne“ nicht berücksichtigt. Diese können den wahren Wert der Produktion und Vorleistungen bei der längeren Lagerung von Fertigprodukten und Rohstoffen wegen der Rohstoffpreiserhöhungen verfälschen.
- In VGR werden nur marktgerechte Güter und Dienstleistungen erfasst. Ein niedrigerer Ausweis der Wirtschaftsleistung führt zu Ungenauigkeit der Ermittlung des BIPs und des Wohlstandes einer Volkswirtschaft. Dies ist aufgrund von Schwarzmarkt, Schattenwirtschaft, Subsistenzwirtschaft oder Erbringung der sozialen Leistungen ohne Gegenleistung (Nachbarhilfe, Hausarbeit) möglich. Somit kann diese Ungenauigkeit beim Vergleich der gesamtwirtschaftlichen Leistung der Volkswirtschaften zur Verfälschung der tatsächlichen Ergebnisse führen.
- Darüber hinaus ist die Bedeutung der nicht ausgewiesenen Posten unterschiedlich stark, was für die Beurteilung der Leistungsfähigkeit einer Volkswirtschaft von Bedeutung ist, beispielsweise beim Vergleich der Industrie- und Entwicklungsländer.[25][26]
- Auch Preisniveauänderungen spielen bei der Bewertung der Bruttowertschöpfung eine wichtige Rolle. Diese verändern zwar das BIP, aber nicht die Wertschöpfung selbst.

### Internationale Standards
- System of National Accounts – SNA 2008. Europäische Kommission, IWF, OECD, Vereinte Nationen, Weltbank (Volltext online).
- European system of accounts – ESA 2010. Eurostat (Volltext online).
- Europäisches System Volkswirtschaftlicher Gesamtrechnungen – ESVG 2010. Eurostat (Volltext online).

### Wissenschaftliche Literatur
- Bernhard Felderer: Makroökonomik und neue Makroökonomik, 9. Auflage, Springer Verlag, Berlin 2005, ISBN 3-540-25020-4
- Reiner Clement und Wiltrut Terlau: Grundlagen der angewandten Makroökonomie, Vahlen Verlag, München, 1998, ISBN 3-8006-2274-2
- Dieter Brümmerhoff: Volkswirtschaftliche Gesamtrechnung, 8. Auflage, Oldenbourg Verlag, München, 2007, ISBN 978-3-486-58335-9
- Gerold Blümle und Wolfgang Patzig: Grundzüge der Makroökonomie, 4. Auflage, Rudolf Haufe Verlag, Freiburg, 1999, ISBN 3-448-01878-3
- Lothar Wildman: Makroökonomie, Geld und Währung, Band 2, Oldenbourg Verlag, München, 2007, ISBN 978-3-486-58196-6
- Reiner Fischbach und Klaus Wollenberg: Volkswirtschaftslehre I Einführung und Grundlagen, 13. Auflage, Oldenbourg Verlag, München, 2007, ISBN 978-3-486-58307-6
- Heinz-Dieter Hardes, Frieder Schmitz und Alexandra Uhly: Grundzüge der Volkswirtschaftslehre, 8. Auflage, Oldenbourg Verlag, München, 2002, ISBN 3-486-25919-9
- Otmar Issing: Geschichte der Nationalökonomie, 2. Auflage, Vahlen Verlag, München, 1988, ISBN 3-8006-1256-9